# Кольчане

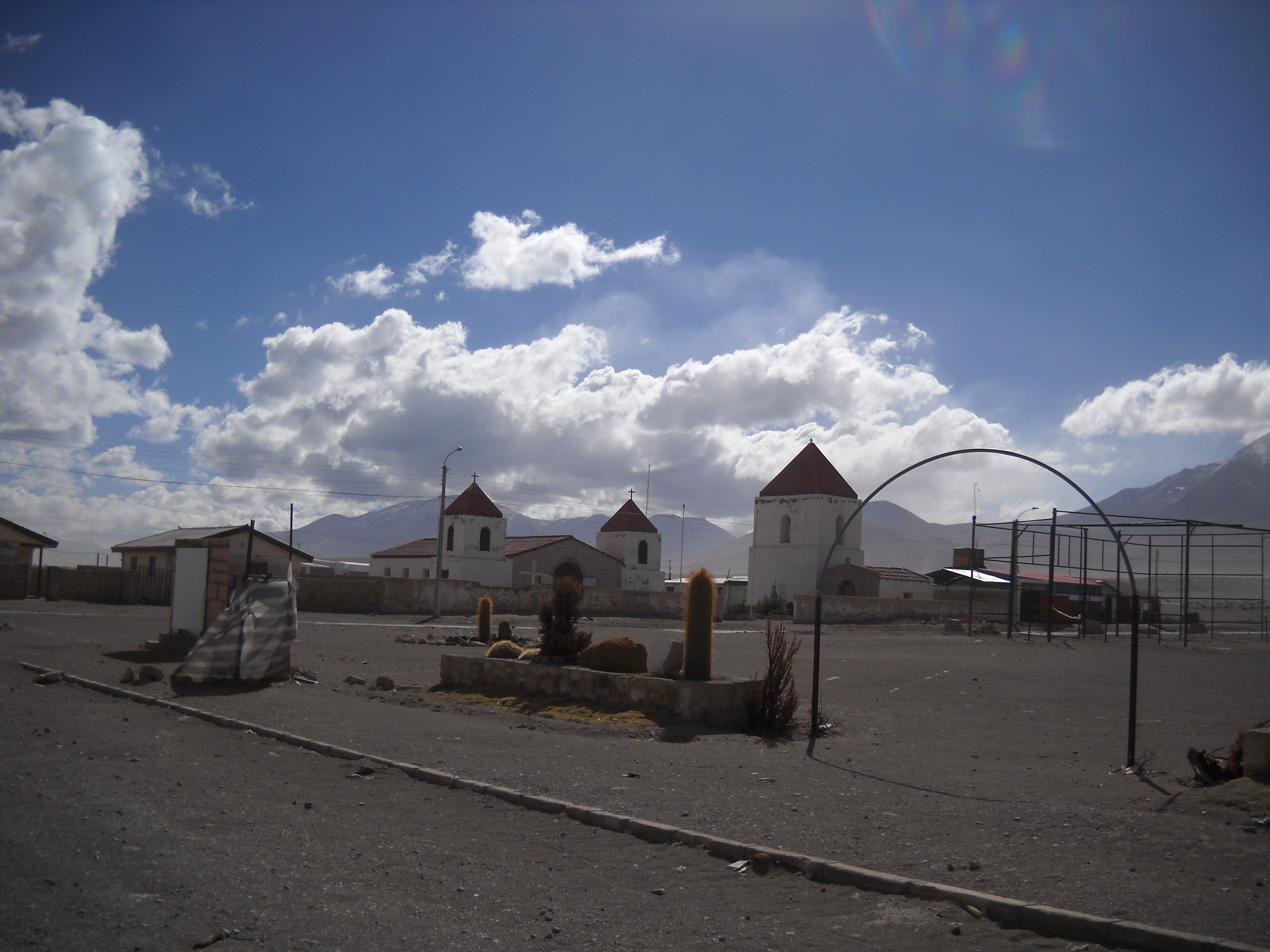
Церква в Кольчане

Кольчане (ісп. Colchane) —селище в Чилі в провінції Тамаругаль та регіоні Тарапака.
Адміністративний центр однойменної комуни.
Територія — 4015,6 км². Чисельність населення — 1728 жителя (2017). Щільність населення — 0,43 чол./км².

## Розташування
Селище розташоване біля підніжжя вулканів Тата-Сабая та Іслуга за 190 км на північний схід від адміністративного центру області міста Ікіке.
Комуна межує:
- на північному сході — департамент Оруро (Болівія)
- на південному сході — Оруро (Болівія)
- на південному заході — комуни Камінья, Уара, Піка
- на північному заході — комуна Камаронес, Путре